# Øster Assels
Øster Assels is een plaats in de Deense regio Noord-Jutland, gemeente Morsø. De plaats telt 239 inwoners (2008).